# Miloslav Schmidt

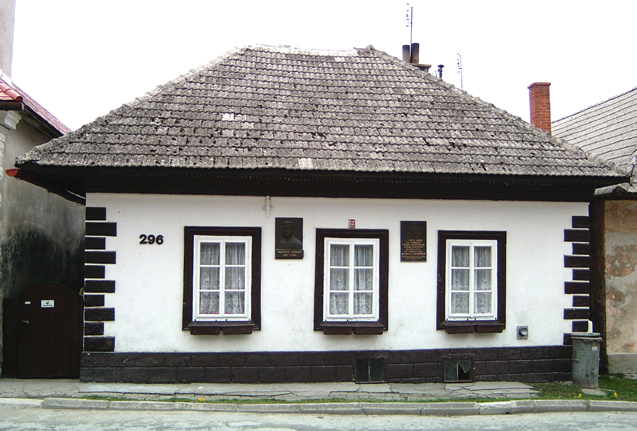
La casa natale di Miloslav Schmidt a Mošovce.

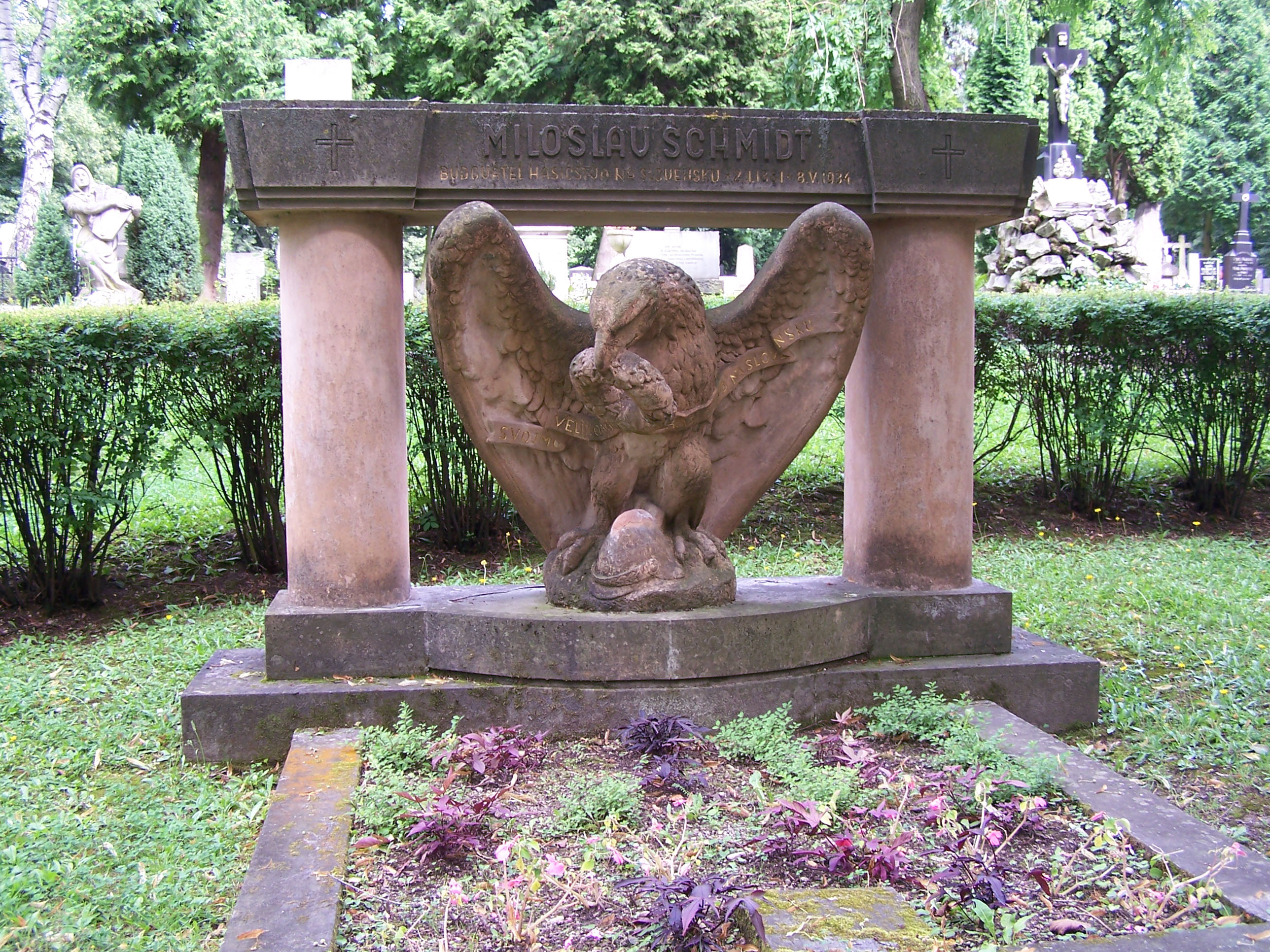
Il cippo di Miloslav Schmidt al Cimitero nazionale di Martin, opera dello scultore Fraňo Štefunko.

Miloslav Schmidt (Mošovce, 2 febbraio 1881 – Martin, 8 maggio 1934) è stato un vigile del fuoco, attore e editore slovacco, organizzatore dei vigili del fuoco volontari in Slovacchia. Come attore interpretò il ruolo del Conte Révay nel primo film slovacco, Jánošík di Jaroslav Siakeľ.

## Biografia
Miloslav Schmidt era figlio di Jozef Schmidt, oste e panettiere e di sua moglie Františka, nata Péterecová. Dopo aver terminato la scuola a Kremnica e aver appreso il mestiere di panettiere dal padre, diresse l'attività di famiglia. Dal 1910 al 1914 fu impiegato alla Banca popolare di Turčianske Teplice. Si impegnò anche in campo culturale e patriottico. Dopo aver prestato servizio militare nella prima guerra mondiale si trasferì a Martin, dove si interessò della fondazione e dell'organizzazione di squadre di vigili del fuoco volontari in Slovacchia. Fu editore di libri e giornali, di cui fu anche redattore. Fino alla morte fu comandante dei vigili del fuoco di Martin, fu anche comandante dell'Unità territoriale dei vigili del fuoco, a cui facevano capo tutte le sezioni di vigili del fuoco della Slovacchia. 
Al compimento dei 50 anni fu insignito di un ordine cavalleresco e di un riconoscimento da parte del ministero dell'economia nazionale francese.
Fu sepolto al Cimitero nazionale di Martin, il cippo è opera dello scultore Fraňo Štefunko.